# قائمة المواقع والمعالم المصنفة في ولاية عين تموشنت
هذه قائمة حصرية للمواقع الأثرية و المعالم التاريخية المصنفـــة حسب وزارة الثقافة والاتصال (الجزائر) لولاية عين تموشنت
| رقم    | اسم                  | وصف | موقع | مدينة | قسم        | الإحداثيات | صورة |
| ------ | -------------------- | --- | ---- | ----- | ---------- | ---------- | ---- |
| 46-001 | الضريح الملكي سيفاقس |     |      |       | عين تموشنت |            | صورة |